# Kirchenbezirk Stuttgart
Der Evangelische Kirchenbezirk Stuttgart war einer von zuletzt 51 Kirchenbezirken bzw. Dekanaten der Evangelischen Landeskirche in Württemberg. Mit Wirkung vom 1. Januar 2008 wurde er mit den drei anderen Kirchenbezirken Stuttgarts Bad Cannstatt, Degerloch und Zuffenhausen zum Kirchenkreis Stuttgart vereinigt. Das Gebiet des Kirchenbezirks Stuttgart lebt jedoch als Dekanatsbezirk Stuttgart innerhalb des Kirchenkreises Stuttgart weiter.
Die Aufgaben des Kirchenbezirks Stuttgart hatte bis 2007, anders als bei den anderen 50 Kirchenbezirken die Körperschaft „Gesamtkirchengemeinde Stuttgart“ übernommen, die als solche auch weiterhin noch besteht. Deren Aufgaben für den Kirchenbezirk Stuttgart gingen jedoch auf den Kirchenkreis Stuttgart als Gesamtrechtsnachfolger über.

## Geographie
Der Kirchenbezirk Stuttgart lag in der Mitte der württembergischen Landeskirche. Sein Gebiet umfasste im Wesentlichen die Stuttgarter Kernstadt, also die Stadtbezirke Mitte, Nord, Süd, Ost und West, darüber hinaus den Stadtbezirk Botnang, den Stadtteil Haigst (Stadtbezirk Degerloch) und das Wohngebiet Dachswald (Stadtbezirk Vaihingen).

### Nachbarkirchenbezirke
|                                 | Zuffenhausen                                | Zuffenhausen  |
| Leonberg (Prälatur Reutlingen)  | Kompassrose, die auf Nachbargemeinden zeigt | Bad Cannstatt |
| Böblingen (Prälatur Reutlingen) | Degerloch                                   | Degerloch     |

## Geschichte

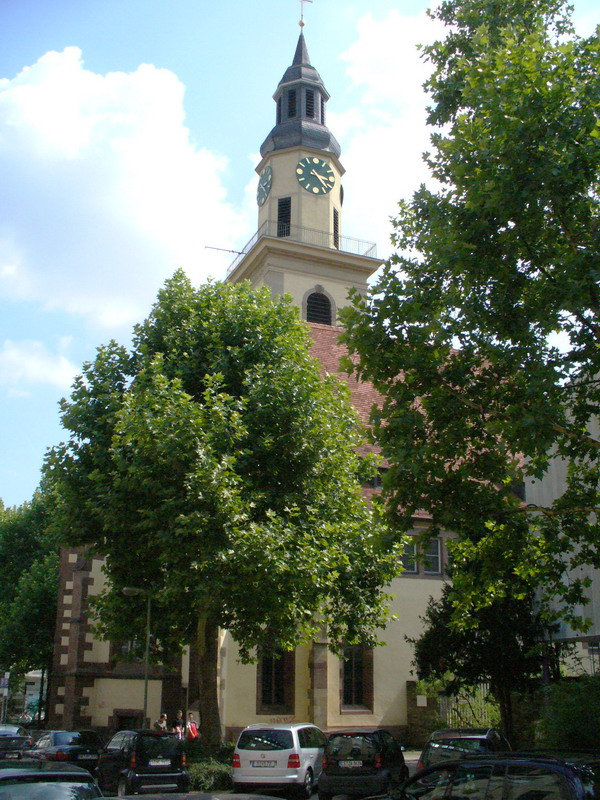
Hospitalkirche Stuttgart

Das Dekanat Stuttgart ist eines der ältesten Dekanaten Württembergs, das um 1547, also bald nach der Reformation unter der damaligen Bezeichnung „Specialsuperintendenz“ beziehungsweise „Superintendenz“ errichtet wurde. Erster Superintendent war Valentin Vannius (1495–1567). Damals war jedoch das Aufsichtsamt noch nicht mit einem festen Predigtamt verbunden. Vielmehr setzte der Herzog von Württemberg bzw. das Konsistorium den Superintendenten als Aufsichtsperson ein. Dieser unterstand dem Generalsuperintendenten in Maulbronn. Ab 1570 wurde die Hospitalkirche Sitz des Stuttgarter Superintendenten. Durch königliches Dekret vom 4. Juni 1819 wurde für das Amtsoberamt Stuttgart eine eigene Superintendenz eingerichtet, dessen Superintendent überwiegend an der Leonhardskirche ansässig war. Aus dieser Superintendenz für das Amtsoberamt ging 1938 der heutige Kirchenbezirk Degerloch hervor.

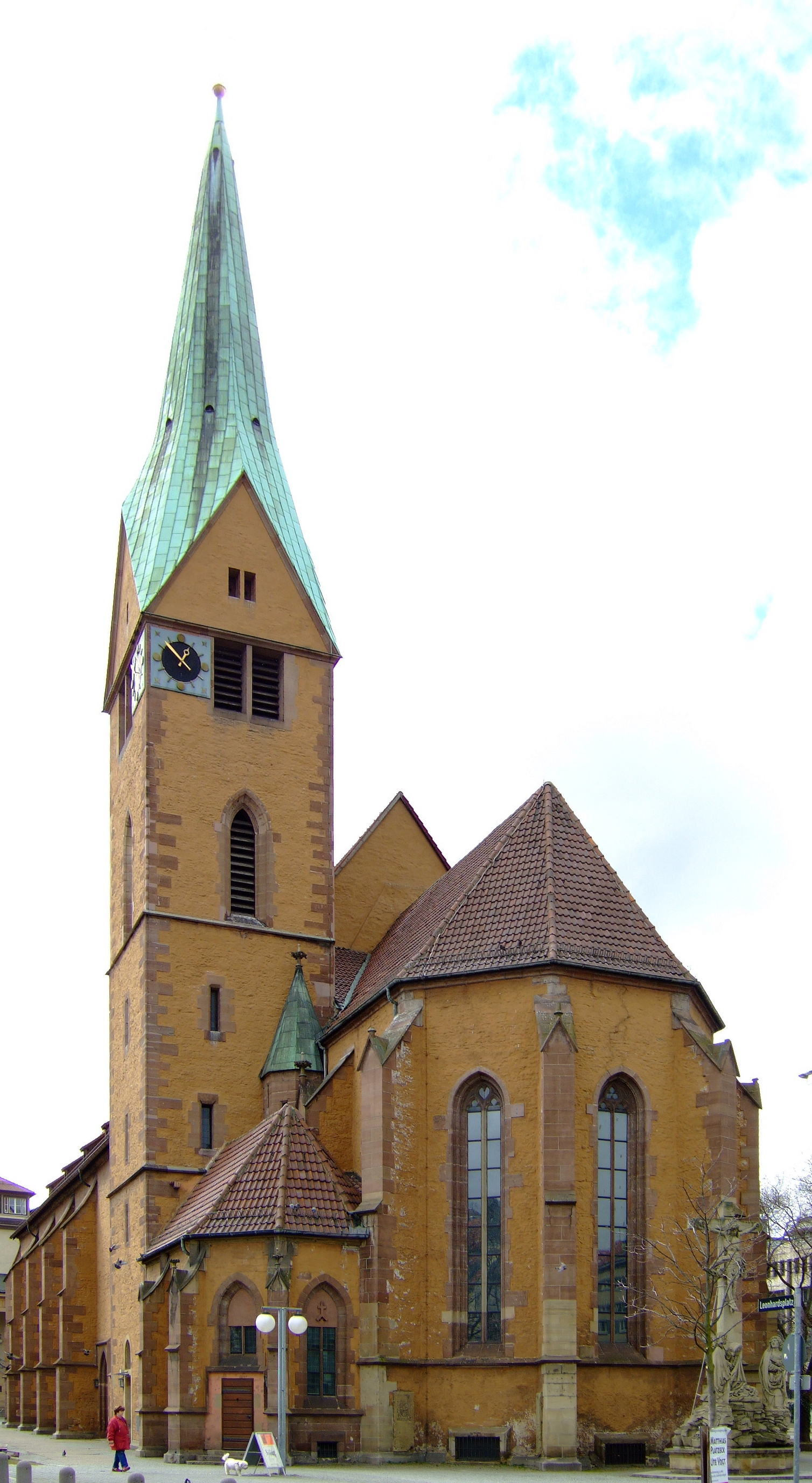
Leonhardskirche Stuttgart

Das Dekanat Stuttgart unterstand seit dem 19. Jahrhundert der Generalsuperintendenz Ludwigsburg und ab 1934 der neu errichteten Prälatur Stuttgart, welche zunächst nur die Kirchenbezirke Stuttgart, Bad Cannstatt und Plieningen (ab 1938 Degerloch) umfasste, später aber entsprechend vergrößert wurde.
Infolge der Auflösung einiger Kreise bzw. Oberämter in Württemberg 1939 wurden auch die kirchlichen Verwaltungsbezirke teilweise neu gegliedert. So wurde mit Wirkung vom 1. April 1939 die Kirchengemeinde Kaltental vom Kirchenbezirk Plieningen/Degerloch in den Kirchenbezirk Stuttgart umgegliedert.
Nach 1945 war der erste Stadtpfarrer an der Leonhardskirche in Stuttgart-Mitte der jeweilige Stadtdekan von Stuttgart, weil die Hospitalkirche als bisherigem Sitz des Stadtdekans zerstört war. Seit 1970 ist der Stadtdekan zugleich Pfarrer an der Gedächtniskirche in Stuttgart-West.
Um ein einheitliches Kirchenwesen innerhalb der Stadtgrenzen Stuttgarts zu schaffen, wurde 1983 der Evangelische Stadtverband Stuttgart gegründet, dem die inzwischen vier Stuttgarter Kirchenbezirke Stuttgart, Bad Cannstatt, Degerloch und Zuffenhausen angehörten. Der Stadtverband traf sich einmal im Jahr zu einer großen Versammlung. In ihm waren die Kirchengemeinden und diakonische Einrichtungen im Stadtgebiet Stuttgart (z. B. die „Evangelische Gesellschaft“ und das „Haus der Familie“) mit Sitz und Stimme vertreten. Geleitet wurde der Stadtverband von einem gewählten Vorsitzenden, das war jeweils einer der vier Dekane (seit 1999 war es Stadtdekan Hans-Peter Ehrlich). Zum 1. Januar 2008 wurden die vier Kirchenbezirke und damit der Stadtverband Stuttgart zu einem einheitlichen Kirchenkreis Stuttgart vereinigt. Die bisherigen vier Dekanate bleiben jedoch als Aufsichtsbezirke für die Pfarrer und Kirchengemeinden weiterhin erhalten.

## Leitung der Gesamtkirchengemeinde bzw. des Kirchenbezirks
Die Leitung der Gesamtkirchengemeinde Stuttgart obliegt dem Gesamtkirchengemeinderat (dieser entsprach der Bezirkssynode), dem Hauptausschuss (dieser entsprach dem Kirchenbezirksausschuss) und dem Stadtdekan. Letzter Stadtdekan des Kirchenbezirks Stuttgart war seit 1999 Hans-Peter Ehrlich (* 1948), der zugleich einer der Pfarrer an der Gedächtniskirche in Stuttgart-West ist. Er wurde am 1. Januar 2008 Stadtdekan des Kirchenkreises Stuttgart.

### Dekane des Kirchenbezirks Stuttgart
- 1704–1712: Johann Bernhard Härlin
- 1712–1714: Wilhelm Eberhard Faber
- 1714–1733: Christoph Friedrich Stockmajer
- 1733–1742: Christian Friedrich Faber
- 1742–1743: Georg Konrad Rieger
- 1743–1744: Ludwig Eberhard Fischer (1695–1773)
- 1744–1748: Christoph Friedrich Stockmajer
- 1748–1757: Christoph Heinrich Denzel
- 1757–1766: Christoph Konrad Heller
- 1766–1773: Jakob Friedrich Spittler
- 1773–1781: Johann Friedrich Schmidlin
- 1781–1792: Johann Ernst Friedrich Bernhard
- 1793–1804: David Bernhard Sartorius
- 1804–1814: Gottlieb Heinrich Rieger
- 1815–1823: Nathanael Friedrich von Köstlin
- 1823: Jakob Friedrich Duttenhofer
- 1824–1836: Nathanael Friedrich von Köstlin
- 1836–1848: Friedrich von Gerok
- 1848–1862: Wilhelm Tobias Mehl
- 1862–1868: Karl von Gerok (1815–1890)
- 1869: Karl Friedrich Wilhelm Demmler
- 1869–1874: Carl August Leibbrand (1816–1874)
- 1875–1884 Karl Ludwig Eduard Teichmann (1823–1884)
- 1885–1886 Ernst von Ege (1823–1905)
- 1886–1897: Gottlieb Friedrich von Weitbrecht
- 1898–1904: Dr. Friedrich von Braun (1850–1904)
- 1904–1913: Karl Keeser
- 1913–1933: D. Theodor Andreas Friedrich Traub (1860–1942)
- 1933–1945: Dr. Richard Lempp (1883–1945)
- 1945–1959: Erwin Ißler (1890–1976)
- 1959–1970: Hans Lindel (1909–1981)
- 1970–1986: Peter Kreyssig (1924–2011)
- 1986–1999: Martin Klumpp (* 1940)
- 1999–2007: Hans-Peter Ehrlich (* 1948, ab 2008 Stadtdekan des Kirchenkreises Stuttgart)

## Kirchengemeinden
Im Kirchenbezirk Stuttgart gab es zuletzt noch insgesamt 22 Kirchengemeinden. Diese bilden zusammen auch weiterhin die Körperschaft „Gesamtkirchengemeinde Stuttgart“, sind jedoch rechtlich selbständige Körperschaften des öffentlichen Rechts. Bis 1996 gab es noch 27 Kirchengemeinden. Seither hatte sich deren Zahl durch Zusammenschlüsse einzelner Kirchengemeinden verringert. Auf eine ausführliche Beschreibung der einzelnen Kirchen wurde verzichtet, weil alle Kirchengebäude im besonderen Artikel Kirchen in Stuttgart beschrieben sind. Zur Geschichte der einzelnen Kirchengemeinden siehe den Artikel Kirchenkreis Stuttgart.
Die zuletzt 22 Kirchengemeinden des Kirchenbezirks Stuttgart waren:
Kirchengemeinde Berg, Kirchengemeinde Botnang, Petruskirchengemeinde Stuttgart-Gablenberg, Kirchengemeinde Gaisburg, Thomaskirchengemeinde Kaltental, Christuskirchengemeinde Stuttgart, Friedenskirchengemeinde Stuttgart, Gedächtnis- und Rosenbergkirchengemeinde Stuttgart, Haigstkirchengemeinde Stuttgart, Heilandskirchengemeinde Stuttgart, Kirchengemeinde Stuttgart-Heslach, Hospitalkirchengemeinde Stuttgart, Johanneskirchengemeinde Stuttgart, Leonhardskirchengemeinde Stuttgart, Ludwig-Hofacker-Kirchengemeinde Stuttgart, Lukas- und Lutherhauskirchengemeinde Stuttgart, Markuskirchengemeinde Stuttgart, Kirchengemeinde Stuttgart-Nord, Paul-Gerhardt-Kirchengemeinde Stuttgart, Pauluskirchengemeinde Stuttgart, Stiftskirchengemeinde Stuttgart und Waldkirchengemeinde Stuttgart

## Archivquellen
- Bestand: Visitationsberichte.   Landeskirchliches Archiv Stuttgart. 1581–1822.   Signatur: A 1.
- Bestand: Kirchenvisitationsakten.   Hauptstaatsarchiv Stuttgart. ca. 1601–1840.   Signatur: A 281.
- Bestand: Ortsakten [mit Digitalisaten der Pfarrbeschreibungen und Pfarrberichte (darin u. a.: Chronik, Filialverhältnisse)].   Landeskirchliches Archiv Stuttgart. ca. 1550–1923.   Signatur: A 29.
- Bestand: Ortsakten [mit Digitalisaten der Pfarrberichte (darin u. a.: Filialverhältnisse)].   Landeskirchliches Archiv Stuttgart. ca. 1924–1966.   Signatur: A 129.
- Bestand: Ortsakten [mit Visitationsberichten].   Landeskirchliches Archiv Stuttgart. ca. 1967–1989.   Signatur: A 229.
- Archivgut: Dekanatsarchive.   Landeskirchliches Archiv Stuttgart.   Signatur: F-Bestände.
- Archivgut: Pfarrarchive.   Landeskirchliches Archiv Stuttgart.   Signatur: G-Bestände.